# Чаджо, Саша
Саша Чаджо (серб. Саша Чађо; род. 13 июля 1989 года, Сараево, СФРЮ) — сербская баскетболистка, играющая на позиции атакующего защитника. В настоящее время защищает цвета польского клуба «Орзел Польковице».
В составе национальной сборной Сербии завоевала бронзовые медали летних Олимпийских игр в Рио-де-Жанейро и принимала участие в Олимпийских играх 2020 года в Токио, кроме этого стала победительницей чемпионата Европы 2015 года в Венгрии и Румынии и чемпионата Европы 2021 года в Испании и Франции и выиграла бронзовые медали чемпионата Европы 2019 года в Сербии и Латвии.

## Карьера игрока

### Клубная
Профессиональную карьеру Саша начала в 2006 году в баскетбольном клубе «Млади Краишник» из Баня-Луки, с которым выиграла Кубок Республики Сербской. Затем она выступала за сараевский «Железничар», выиграв дважды чемпионат Боснии и Герцеговины и один раз кубок Боснии и Герцеговины. В 2009 году перебралась в сербский чемпионат в команду «Хемофарм» (ныне «Вршац»), с которой выиграла дважды Кубок Сербии (Милана Циги Васоевича) в 2010 и 2012 годах. В 2013 году в составе «Партизана» Саше покорились чемпионат Сербии, Кубок Сербии и Международная женская баскетбольная лига. Сезон 2013/2014 провела в румынской команде «Альба-Юлия», сезон 2014/2015 — в турецкой «Чанык Беледие», с 2015 года играет за «Истанбул Юниверситеси».

### В сборной
Саша привлекалась в молодёжные сборные Боснии и Герцеговины, однако приняла решение играть именно за Сербию. Так она попала в сборную Сербии на чемпионат Европы 2013 года, где и дебютировала на крупных турнирах. Во всех 9 играх, которые провели сербки, Саша набрала 33 очка (из них 11 в игре против Турции и 10 против Испании), оформила 18 подборов и заработала 18 персональных замечаний. На чемпионате мира 2014 года Сербия дошла до стадии четвертьфинала: Саша сыграла в 6 играх из 7, набрала 22 очка (по 6 очков в играх с Китаем, Турцией и Анголой), оформила 10 подборов и заработала 11 персональных замечаний. На победном для Сербии чемпионате Европы 2015 Саша сыграла всего 6 игр из 10, не сыграв последние три, набрала единственное очко в матче против Хорватии, оформила 7 подборов и заработала 7 персональных замечаний. Победа Сербии на женском чемпионате Европы стала первой для женской сборной и позволила им сыграть на Олимпийских играх впервые в истории.